# ورکا سردوچکا
ورکا سردوچکا (اوکراینی: Вєрка Сердючка؛ زادهٔ ۲ اکتبر ۱۹۷۳) یک خواننده، هنرپیشه و کمدین اهل اوکراین است. وی از سال ۱۹۹۸ میلادی تاکنون مشغول فعالیت بوده‌است.
او در مسابقه آواز یوروویژن ۲۰۰۷، مقام دوم را کسب کرد. وی همچنین برندهٔ «جایزه مردمی اوکراین» هم شده‌است.
از فیلم‌هایی که وی در آن نقش داشته‌است می‌توان به جاسوس اشاره کرد.
در سال ۲۰۲۲، آندری دانیلکو رولز رویس سیلور سایه ۱۹۷۴ را که فردی مرکوری تا آخرین روزهای زندگی خود سوار آن بود، در حراجی ساتبیز فروخت. این هنرمند تصمیم گرفت کل مبلغ از فروش ماشین افسانه ای تا ساخت یک مرکز توانبخشی در اوکراین را برای توانبخشی اوکراینی‌های آسیب دیده از جنگ اهدا کند.